# Bassan (Hérault)
Pour les articles homonymes, voir Bassan.
Bassan [ba.sɑ̃], en occitan Baçan [βa.'san], est une commune française située dans le sud du département de l'Hérault, en Occitanie. 
Exposée à un climat méditerranéen, elle est drainée par le Libron, le ruisseau de Rendolse, le ruisseau de l'Ardaillou et par deux autres cours d'eau.
Bassan est une commune rurale qui compte 2 353 habitants en 2022, après avoir connu une forte hausse de la population depuis 1962. Elle est dans l'unité urbaine de Bassan et fait partie de l'aire d'attraction de Béziers. Ses habitants sont appelés les Bassanais et Bassanaises.

## Géographie

### Communes limitrophes
Les communes limitrophes sont  Boujan-sur-Libron, Béziers, Espondeilhan, Lieuran-lès-Béziers et Servian.
|                     | Espondeilhan |                   |
| Lieuran-lès-Béziers | Bassan       | Servian           |
|                     | Béziers      | Boujan-sur-Libron |

### Climat
Pour des articles plus généraux, voir Climat de l'Occitanie et Climat de l'Hérault.
En 2010, le climat de la commune est de type climat méditerranéen franc, selon une étude s'appuyant sur une série de données couvrant la période 1971-2000. En 2020, Météo-France publie une typologie des climats de la France métropolitaine dans laquelle la commune est exposée à un climat méditerranéen et est dans la région climatique Provence, Languedoc-Roussillon, caractérisée par une pluviométrie faible en été, un très bon ensoleillement (2 600 h/an), un été chaud (21,5 °C), un air très sec en été, sec en toutes saisons, des vents forts (fréquence de 40 à 50 % de vents > 5 m/s) et peu de brouillards.
Pour la période 1971-2000, la température annuelle moyenne est de 14,4 °C, avec une amplitude thermique annuelle de 16 °C. Le cumul annuel moyen de précipitations est de 639 mm, avec 5,5 jours de précipitations en janvier et 2,5 jours en juillet. Pour la période 1991-2020, la température moyenne annuelle observée sur la station météorologique la plus proche, située sur la commune de Béziers à 8 km à vol d'oiseau, est de 15,5 °C et le cumul annuel moyen de précipitations est de 585,0 mm,. Pour l'avenir, les paramètres climatiques de la commune estimés pour 2050 selon différents scénarios d’émission de gaz à effet de serre sont consultables sur un site dédié publié par Météo-France en novembre 2022.

### Milieux naturels et biodiversité
Aucun espace naturel présentant un intérêt patrimonial n'est recensé sur la commune dans l'inventaire national du patrimoine naturel,,.

## Urbanisme

### Typologie
Au 1er janvier 2024, Bassan est catégorisée bourg rural, selon la nouvelle grille communale de densité à sept niveaux définie par l'Insee en 2022.
Elle appartient à l'unité urbaine de Bassan, une unité urbaine monocommunale constituant une ville isolée,. Par ailleurs la commune fait partie de l'aire d'attraction de Béziers, dont elle est une commune de la couronne,. Cette aire, qui regroupe 53 communes, est catégorisée dans les aires de 50 000 à moins de 200 000 habitants,.

### Occupation des sols

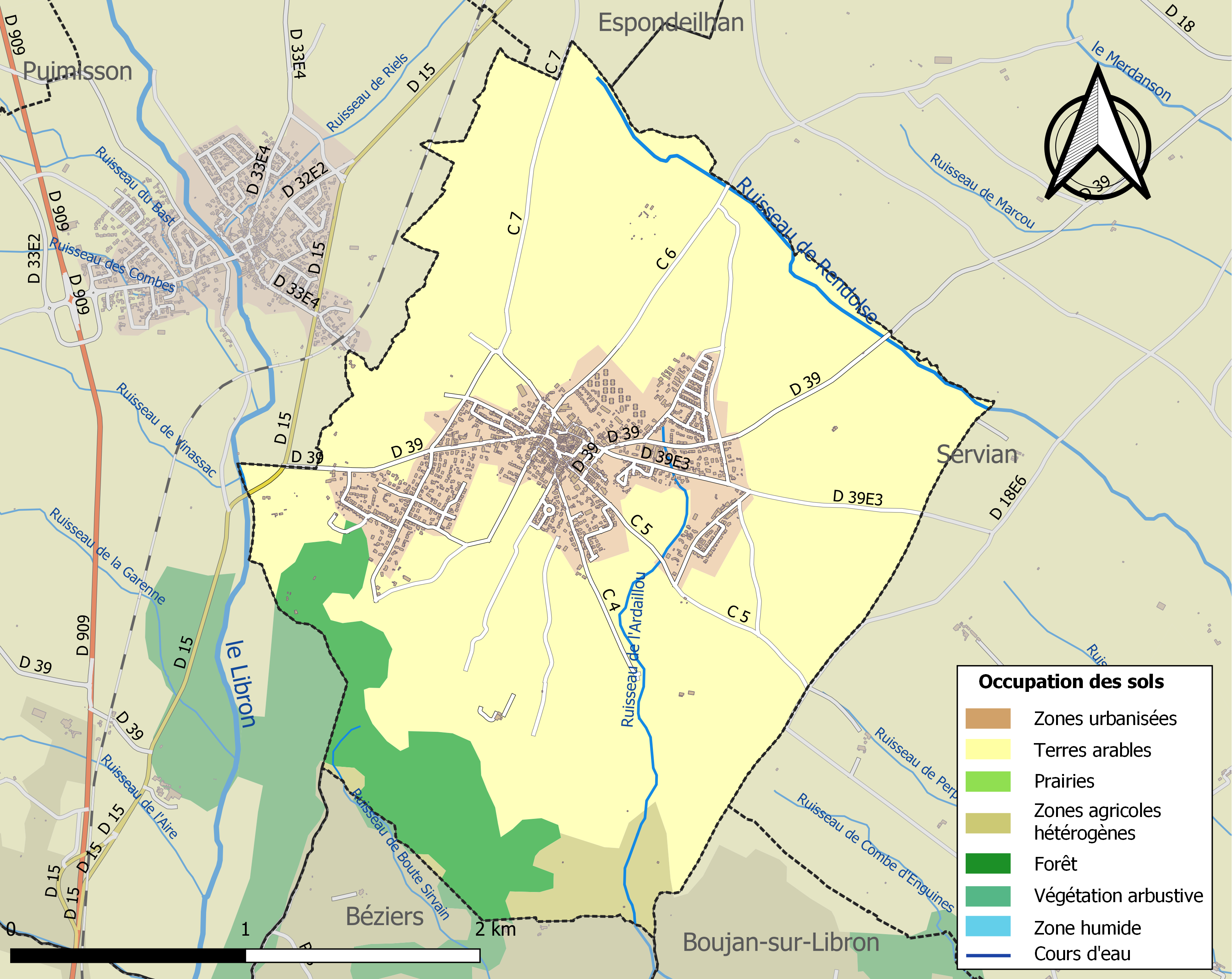
Carte des infrastructures et de l'occupation des sols de la commune en 2018 (CLC).

L'occupation des sols de la commune, telle qu'elle ressort de la base de données européenne d’occupation biophysique des sols Corine Land Cover (CLC), est marquée par l'importance des territoires agricoles (77,6 % en 2018), en diminution par rapport à 1990 (81,4 %). La répartition détaillée en 2018 est la suivante : 
cultures permanentes (74,3 %), zones urbanisées (13,7 %), forêts (8,7 %), zones agricoles hétérogènes (3,3 %). L'évolution de l’occupation des sols de la commune et de ses infrastructures peut être observée sur les différentes représentations cartographiques du territoire : la carte de Cassini (XVIIIe siècle), la carte d'état-major (1820-1866) et les cartes ou photos aériennes de l'IGN pour la période actuelle (1950 à aujourd'hui).

### Risques majeurs
Le territoire de la commune de Bassan est vulnérable à différents aléas naturels : météorologiques (tempête, orage, neige, grand froid, canicule ou sécheresse), inondations, feux de forêts et séisme (sismicité faible). Un site publié par le BRGM permet d'évaluer simplement et rapidement les risques d'un bien localisé soit par son adresse soit par le numéro de sa parcelle.
Certaines parties du territoire communal sont susceptibles d’être affectées par le risque d’inondation par débordement de cours d'eau, notamment le Libron et le ruisseau de Rendolse. La commune a été reconnue en état de catastrophe naturelle au titre des dommages causés par les inondations et coulées de boue survenues en 1982, 1986, 1993, 1994, 1996 et 2019,.
Bassan est exposée au risque de feu de forêt. Un plan départemental de protection des forêts contre les incendies (PDPFCI) a été approuvé en juin 2013 et court jusqu'en 2022, où il doit être renouvelé. Les mesures individuelles de prévention contre les incendies sont précisées par deux arrêtés préfectoraux et s’appliquent dans les zones exposées aux incendies de forêt et à moins de 200 mètres de celles-ci. L’arrêté du 25 avril 2002 réglemente l'emploi du feu en interdisant notamment d’apporter du feu, de fumer et de jeter des mégots de cigarette dans les espaces sensibles et sur les voies qui les traversent sous peine de sanctions. L'arrêté du 11 mars 2013 rend le débroussaillement obligatoire, incombant au propriétaire ou ayant droit,.

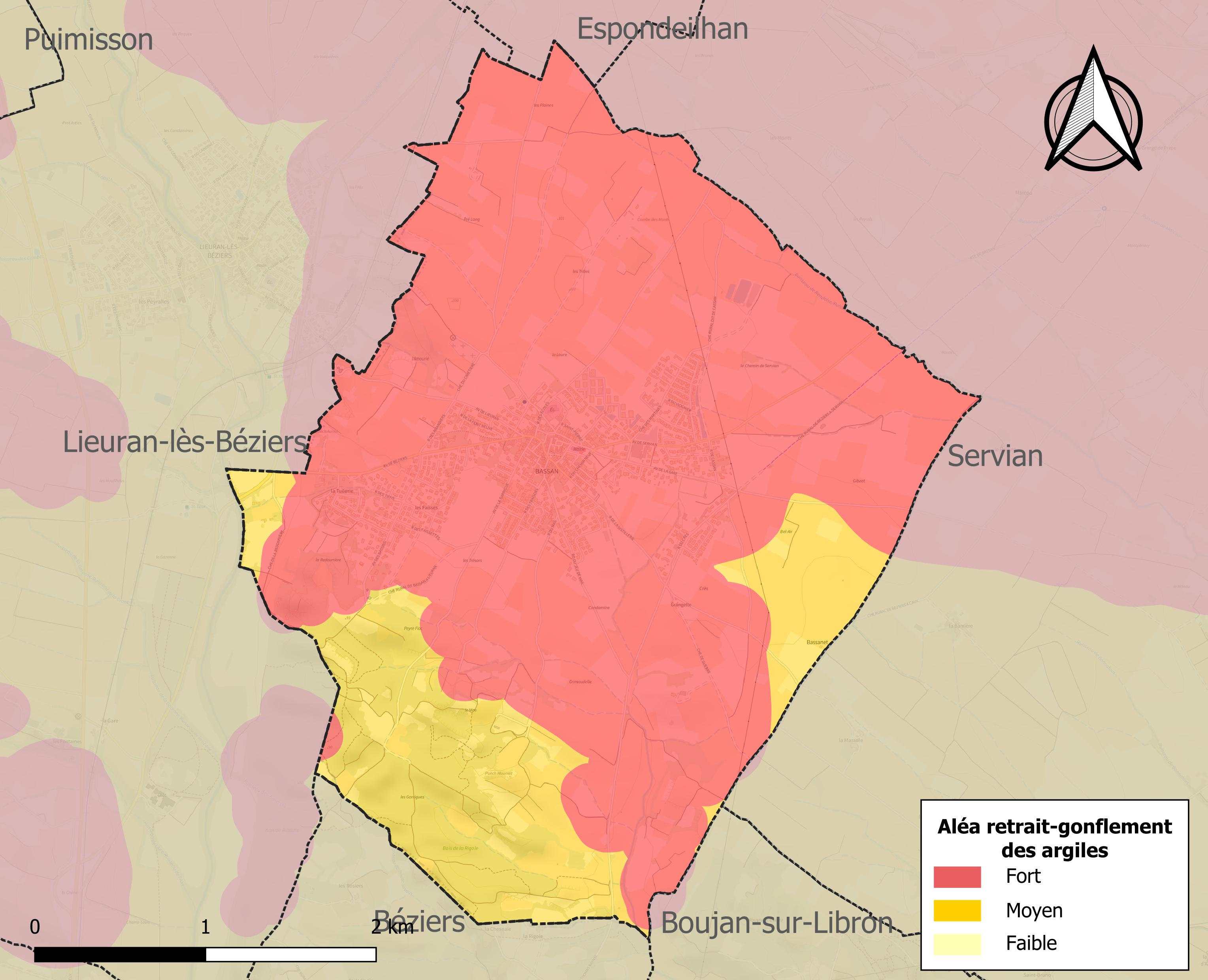
Carte des zones d'aléa retrait-gonflement des sols argileux de Bassan.

Le retrait-gonflement des sols argileux est susceptible d'engendrer des dommages importants aux bâtiments en cas d’alternance de périodes de sécheresse et de pluie. La totalité de la commune est en aléa moyen ou fort (59,3 % au niveau départemental et 48,5 % au niveau national). Sur les 982 bâtiments dénombrés sur la commune en 2019, 982 sont en aléa moyen ou fort, soit 100 %, à comparer aux 85 % au niveau départemental et 54 % au niveau national. Une cartographie de l'exposition du territoire national au retrait gonflement des sols argileux est disponible sur le site du BRGM,.
Par ailleurs, afin de mieux appréhender le risque d’affaissement de terrain, l'inventaire national des cavités souterraines permet de localiser celles situées sur la commune.

## Toponymie
Le nom de la localité est attesté sous les formes Baxano en 898, villa Baciano en 990, Bacianim villa, ecclesia en l'an 990 et en 1207, Ecclesia S. Felicis de Baxano en 1129 nous indique que ce lieu est placé sous la protection de Saint Félix, de Basciano en 1151, Basianum en 1210, de Bassano en 1223.
Le nom dérive d'un domaine gallo-romain, gentilice latin Bassius + suffixe -anum.
Baçan en occitan.

## Histoire

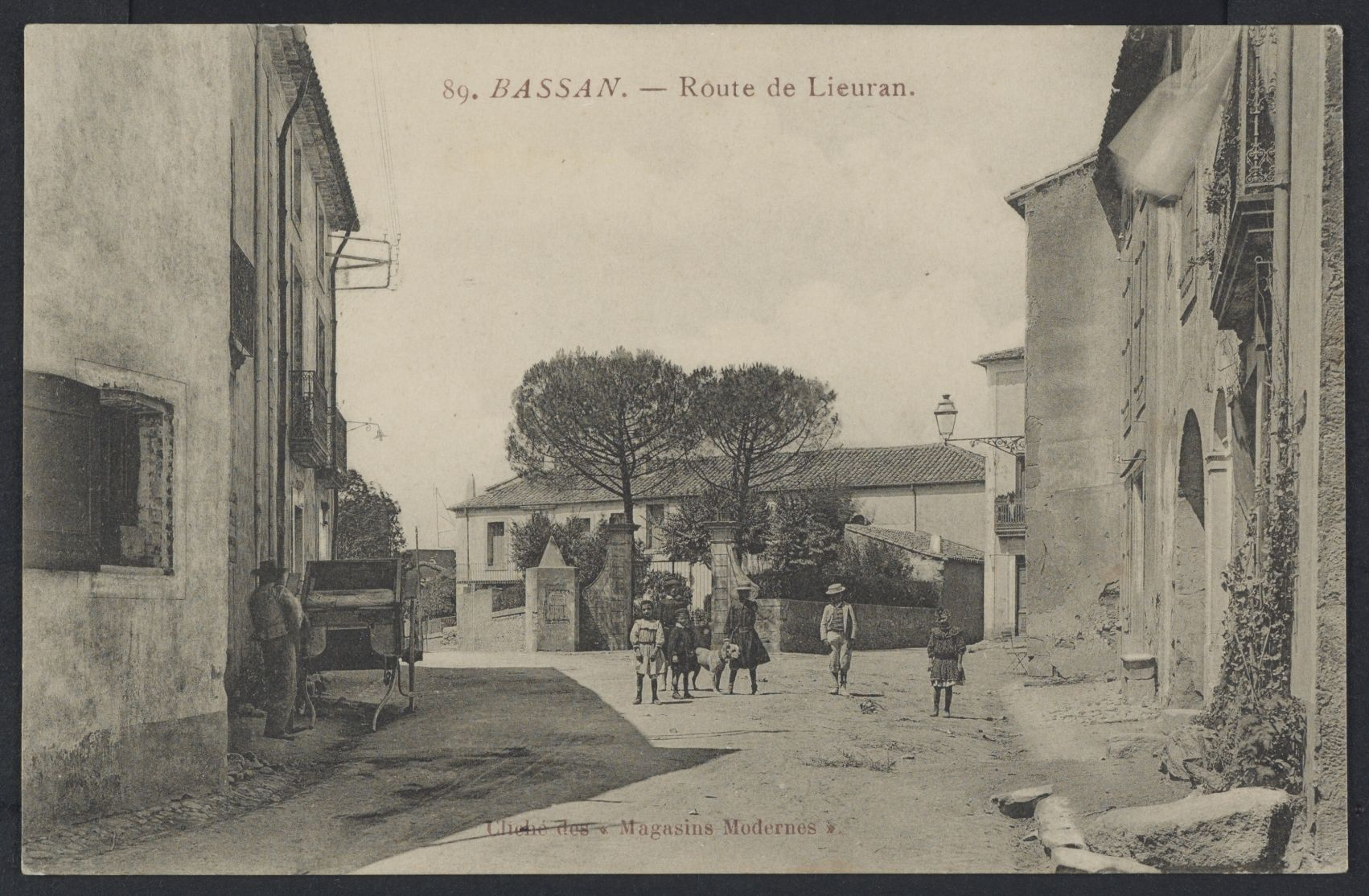
Rue du village : carte postale (fin du XIXe siècle / début du XXe siècle).

L'origine du village date du Ve siècle av. J.-C. avec les Celtes et les Gaulois, dont des pièces de monnaie attestent un lieu d'échange. Les Romains s’installent sur le lieu avec l’édification de « villæ » au Ier siècle av. J.-C. Les Wisigoths occupent le village vers l'an 462 et les Musulmans vers 721 dans la conquête Al-Andalus. En 752, le territoire de la Septimanie est libéré. Un acte des frères de Sainte Marthe et des Bénédictins mentionne « la Villa de Baciano », en l'an 990, attestant de la naissance de Bassan,.
Durant cette époque le village de Bassan dépend de son voisin Servian qui représente un haut fief du catharisme avec Étienne de Servian. En l'an 1093, Bassan construit l'église fortifiée « Saint-Pierre aux Liens » au cœur du village. Afin de protéger les habitants, des remparts en bois puis en pierre sont édifiés au XIIIe siècle. La croisade albigeoise passe par Bassan et devient la propriété d’Amaury VI de Montfort avant de revenir au Roi de France.
Vers 1600, le château de Bassan est construit dans le centre du village.

## Politique et administration

### Liste des maires
| Période         | Période                   | Identité                          | Étiquette | Qualité                                                                                                   |
| --------------- | ------------------------- | --------------------------------- | --------- | --- |
| 1790            | 1792                      | Jean-François Ledenac             |           | |
| 1792            | 1793                      | Mathieu Vinches                   |           | |
| 1793            | 1795                      | Louis dit "l'Américain" Moulières |           | |
| 1795            | 1826                      | Jean-François Ledenac             |           | |
| 1826            | 1832                      | Jean Décamps                      |           | |
| 1832            | 1848                      | Louis François Sabatier           |           | |
| 1848            | 1854                      | Prosper Tindel                    |           | |
| 1854            | 1858                      | Emilien Giret                     |           | |
| 1858            | 1864                      | Charles Lombard                   |           | |
| 1864            | 1870                      | Théodore Trinché                  |           | |
| 1870            | 1871                      | Guilhaume Lébère                  |           | Président de la Commission Municipale.                                                                    |
| 1871            | 1884                      | André Tindel                      |           | |
| 1884            | 1896                      | Etienne Fourés                    |           | |
| 1896            | 1912                      | Paulin Décamps                    |           | |
| 1912            | 1912                      | Louis Guiraud                     |           | Adjoint remplace le Maire décédé.                                                                         |
| 1912            | 1914                      | Joseph Rey-Maury                  |           | |
| 1914            | 1919                      | Ernest Pourcines                  |           | Conseiller remplace le Maire et l'Adjoint mobilisés.                                                      |
| 1919            | 1944                      | Joseph Rey-Maury                  |           | |
| 1944            | 1953                      | Emile Carrière                    |           | Président du Comité de Libération. Elu Maire en 1945.                                                     |
| 1953            | 1971                      | André Gély                        |           | |
| 1971            | 1977                      | Paul Rigal                        |           | |
| 1977            | 1985                      | Guy Miquel                        | DVG       | |
| 1985            | 1998                      | Roger Bernadac                    |           | Vigneron                                                                                                  |
| 16 octobre 1998 | En cours (au 26 mai 2020) | Alain Biola,                      | DVD       | Ancien cadre informatique. Conseiller communautaire de la communauté d'agglomération Béziers Méditerranée |

## Démographie
L'évolution du nombre d'habitants est connue à travers les recensements de la population effectués dans la commune depuis 1793. Pour les communes de moins de 10 000 habitants, une enquête de recensement portant sur toute la population est réalisée tous les cinq ans, les populations de référence des années intermédiaires étant quant à elles estimées par interpolation ou extrapolation. Pour la commune, le premier recensement exhaustif entrant dans le cadre du nouveau dispositif a été réalisé en 2006.

En 2022, la commune comptait 2 353 habitants, en évolution de +12,53 % par rapport à 2016 (Hérault : +7,49 %, France hors Mayotte : +2,11 %).
| 1793 | 1800 | 1806 | 1821 | 1831 | 1836 | 1841 | 1846 | 1851 |
| ---- | ---- | ---- | ---- | ---- | ---- | ---- | ---- | ---- |
| 307  | 292  | 346  | 381  | 440  | 480  | 457  | 461  | 464  |

| 1856 | 1861 | 1866 | 1872 | 1876 | 1881 | 1886 | 1891 | 1896 |
| ---- | ---- | ---- | ---- | ---- | ---- | ---- | ---- | ---- |
| 435  | 486  | 529  | 516  | 611  | 594  | 586  | 652  | 720  |

| 1901 | 1906 | 1911 | 1921 | 1926 | 1931 | 1936 | 1946 | 1954 |
| ---- | ---- | ---- | ---- | ---- | ---- | ---- | ---- | ---- |
| 791  | 716  | 761  | 772  | 743  | 819  | 706  | 623  | 635  |

| 1962 | 1968 | 1975 | 1982  | 1990  | 1999  | 2006  | 2011  | 2016  |
| ---- | ---- | ---- | ----- | ----- | ----- | ----- | ----- | ----- |
| 614  | 735  | 802  | 1 097 | 1 353 | 1 454 | 1 537 | 1 726 | 2 091 |

| 2021  | 2022  | - | - | - | - | - | - | - |
| ----- | ----- | - | - | - | - | - | - | - |
| 2 287 | 2 353 | - | - | - | - | - | - | - |

## Économie

### Revenus
En 2018, la commune compte 976 ménages fiscaux, regroupant 2 260 personnes. La médiane du revenu disponible par unité de consommation est de 20 890 € (19 820 € dans le département). 47 % des ménages fiscaux sont imposés (40,7 % dans le département).

### Emploi
|                | 2008  | 2013   | 2018   |
| -------------- | ----- | ------ | ------ |
| Commune        | 6,8 % | 7,4 %  | 9,2 %  |
| Département    | 8,9 % | 11,1 % | 11,2 % |
| France entière | 8,3 % | 10 %   | 10 %   |

En 2018, la population âgée de 15 à 64 ans s'élève à 1 217 personnes, parmi lesquelles on compte 72 % d'actifs (62,8 % ayant un emploi et 9,2 % de chômeurs) et 28 % d'inactifs,. Depuis 2008, le taux de chômage communal (au sens du recensement) des 15-64 ans est inférieur à celui de la France et du département.
La commune fait partie de la couronne de l'aire d'attraction de Béziers, du fait qu'au moins 15 % des actifs travaillent dans le pôle,. Elle compte 196 emplois en 2018, contre 208 en 2013 et 215 en 2008. Le nombre d'actifs ayant un emploi résidant dans la commune est de 780, soit un indicateur de concentration d'emploi de 25,1 % et un taux d'activité parmi les 15 ans ou plus de 50,7 %.
Sur ces 780 actifs de 15 ans ou plus ayant un emploi, 145 travaillent dans la commune, soit 19 % des habitants. Pour se rendre au travail, 89,9 % des habitants utilisent un véhicule personnel ou de fonction à quatre roues, 2,2 % les transports en commun, 4,1 % s'y rendent en deux-roues, à vélo ou à pied et 3,8 % n'ont pas besoin de transport (travail au domicile).

### Activités hors agriculture

#### Secteurs d'activités
124 établissements sont implantés  à Bassan au 31 décembre 2019. Le tableau ci-dessous en détaille le nombre par secteur d'activité et compare les ratios avec ceux du département,.
| Secteur d'activité                                                                                        | Commune | Commune | Département |
| Secteur d'activité                                                                                        | Nombre  | %       | %           |
| --- | ------- | ------- | ----------- |
| Ensemble                                                                                                  | 124     | 100 %   | (100 %)     |
| Industrie manufacturière, industries extractives et autres                                                | 9       | 7,3 %   | (6,7 %)     |
| Construction                                                                                              | 38      | 30,6 %  | (14,1 %)    |
| Commerce de gros et de détail, transports, hébergement et restauration                                    | 19      | 15,3 %  | (28 %)      |
| Information et communication                                                                              | 2       | 1,6 %   | (3,3 %)     |
| Activités financières et d'assurance                                                                      | 4       | 3,2 %   | (3,2 %)     |
| Activités immobilières                                                                                    | 7       | 5,6 %   | (5,3 %)     |
| Activités spécialisées, scientifiques et techniques et activités de services administratifs et de soutien | 13      | 10,5 %  | (17,1 %)    |
| Administration publique, enseignement, santé humaine et action sociale                                    | 21      | 16,9 %  | (14,2 %)    |
| Autres activités de services                                                                              | 11      | 8,9 %   | (8,1 %)     |

Le secteur de la construction est prépondérant sur la commune puisqu'il représente 30,6 % du nombre total d'établissements de la commune (38 sur les 124 entreprises implantées  à Bassan), contre 14,1 % au niveau départemental.

#### Entreprises et commerces
Les cinq entreprises ayant leur siège social sur le territoire communal qui génèrent le plus de chiffre d'affaires en 2020 sont : 
- Le Labyrinthe, travaux de maçonnerie générale et gros œuvre de bâtiment (1 224 k€) ;
- Etablissements Girod Seegi, travaux d'installation électrique dans tous locaux (351 k€) ;
- Ledoux Alu PVC, travaux de menuiserie bois et PVC (316 k€) ;
- Overtime, restauration de type rapide (114 k€) ;
- Barot Antennes, travaux d'installation électrique dans tous locaux (50 k€).

### Agriculture
La commune est dans la « Plaine viticole », une petite région agricole occupant la bande côtière du département de l'Hérault. En 2020, l'orientation technico-économique de l'agriculture  sur la commune est la viticulture.
|               | 1988 | 2000 | 2010 | 2020 |
| ------------- | ---- | ---- | ---- | ---- |
| Exploitations | 96   | 68   | 45   | 33   |
| SAU (ha)      | 768  | 704  | 508  | 353  |

Le nombre d'exploitations agricoles en activité et ayant leur siège dans la commune est passé de 96 lors du recensement agricole de 1988  à 68 en 2000 puis à 45 en 2010 et enfin à 33 en 2020, soit une baisse de 66 % en 32 ans. Le même mouvement est observé à l'échelle du département qui a perdu pendant cette période 67 % de ses exploitations,. La surface agricole utilisée sur la commune a également diminué, passant de 768 ha en 1988 à 353 ha en 2020. Parallèlement la surface agricole utilisée moyenne par exploitation a augmenté, passant de 8 à 11 ha.

## Culture locale et patrimoine

### Lieux et monuments

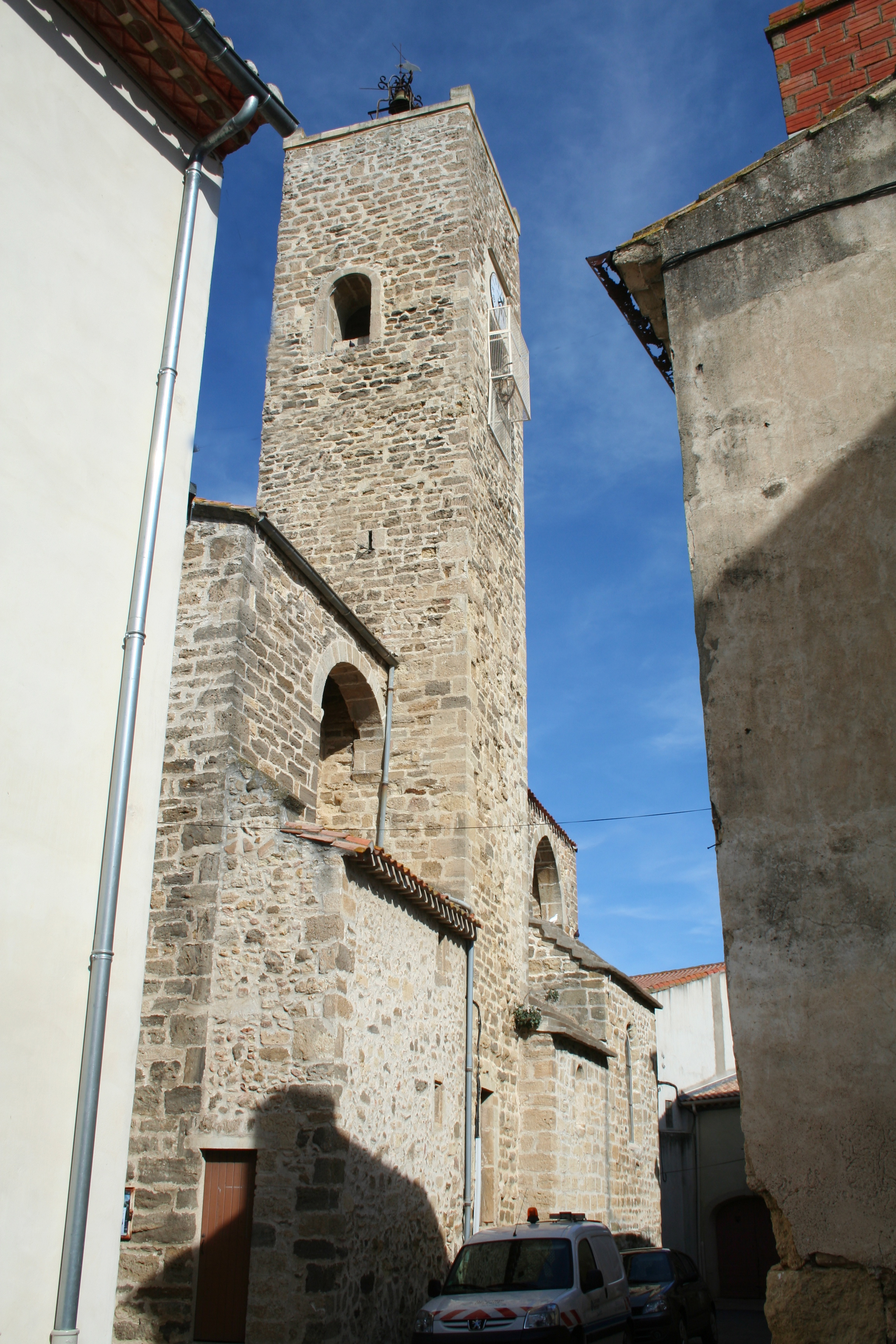
Saint-Pierre-aux-Liens.

- L'église de Saint-Pierre-aux-Liens, dédiée à l'origine à Saint Félix, est présente dans un acte dès 1118. Construite sur l’emplacement d’une chapelle wisigothique où la paroisse de Bassan est mentionnée en 990, l'origine de l'église actuelle la situe vers 1093. Caractérisée par une construction fortifiée, elle possède une tour clocher faisant office de guet en guise de système de défense de l’époque. Son abside est polygonale et la nef est pourvue de fenêtres très hautes et étroites. Dédiée à Saint-Pierre, les peintures à l’intérieur de l’église ont été restaurées en 2013[20]. Recensée parmi les constructions du type « Monuments historiques » le 27 juillet 1963, elle est inscrite au patrimoine depuis le 21 mars 2017[37].
- Le château de Bassan est construit dans le centre du village, vers 1600, comme de nombreux autres châteaux biterrois. Il est morcelé en plusieurs habitations[20].

### Héraldique
|  | Les armoiries de Bassan se blasonnent ainsi : De vair au sautoir losangé d'or et d'azur. |

### Personnalités liées à la commune
- Jacques Louis Robert Villeneuve (1865-1933), sculpteur.